# NGC 1576
NGC 1576 je galaksija u zviježđu Eridanu.

## Vanjske poveznice
- SEDS: NGC 1576